# Талица (Нижнесергинский район)
Талица  — деревня в Нижнесергинском районе Свердловской области России, входит в состав Кленовского сельского поселения Нижнесергинского муниципального района. 

## География
Деревня Талица расположена в 38 километрах (по дорогам в 70 километрах) к западу-северо-западу от города Нижние Серги, в истоке реки Талицы (левого притока реки  Бисерти). Через деревню проходит железнодорожная магистраль Москва — Казань — Екатеринбург. Рядом с Талицей расположены два остановочных пункта Ижевского региона Горьковской железной дороги: к северо-западу от деревни — 1511 км, к северо-востоку — 1512 км. В полутора километрах к югу от Талицы проходит участок Пермь — Екатеринбург федеральной автомобильной дороги М12 «Восток», часть европейского маршрута E 22.

## Петро-Павловская церковь
В 1902 году была построена  часовня, а в 1912–1919 годах часовня использовалась как школа. В 1919 году здание было перестроено под деревянную однопрестольную церковь, которая была освящена в честь апостолов Петра и Павла. Церковь была закрыта в 1928 году, а в советское время была снесена.

## Население
| 2002 | 2010 | 2021 |
| ---- | ---- | ---- |
| 192  | ↘163 | ↘85  |